# 灵长动物原始文化
在体质人类学中，原始文化 是指非人类灵长类动物中代际行为传递的现象。这种文化是非常简陋，没有复杂的文化技术。 
例如，几代黑猩猩之间可以互相学习工具的使用。 一群黑猩猩可以从另一群黑猩猩那里学来一种独有的行为，例如一些工具的使用。一些黑猩猩群体有食用aspilia的情况, 可能是出于医用目的，因为aspilia可以清除肠道寄生虫，而且其本身很难吃。